# Río Blanco Chico
El río Blanco Chico es un curso natural de agua que nace cerca del límite internacional de la Región de Aysén y fluye con dirección general norte hasta desembocar en el río Oscuro (Simpson).

## Trayecto
El río Blanco Chico nace de la confluencia de dos afluentes que nacen uno en la falda oriental del cerro Pico Negro (1740 m) y el otro el la ladera oriental del cerro Bandera (2040 m).: 536 

## Caudal y régimen
La subcuenca alta del río Simpson comprende las cuencas hidrográficas de los afluentes del río Simpson; Huemules, Blanco, Blanco Chico y Oscuro. Se aprecia una leve diferencia en los regímenes de
estos cauces, teniendo el Oscuro y el Blanco un régimen nivo – pluvial, debido a que sus hoyas se encuentran a mayor altitud, en cambio el Huemules y el Blanco Chico muestran mayor influencia pluvial, teniendo un régimen pluvio – nival. Sin embargo, el período de estiaje es común a estas hoyas, presentándose en el trimestre febrero, marzo, abril, período comprendido entre los deshielos primaverales y las lluvias invernales.: 61 

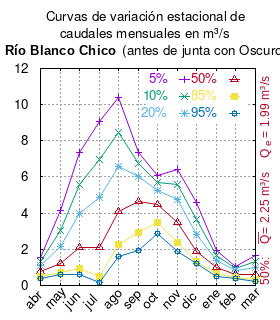
Curvas de variación estacional del río Blanco Chico antes de su desembocadura en el río Obscuro.

El caudal del río (en un lugar fijo) varía en el tiempo, por lo que existen varias formas de representarlo. Una de ellas son las curvas de variación estacional que, tras largos periodos de mediciones, predicen estadísticamente el caudal mínimo que lleva el río con una probabilidad dada, llamada probabilidad de excedencia. La curva de color rojo ocre (con {\displaystyle {\color {Red}\vartriangle }}) muestra los caudales mensuales con probabilidad de excedencia de un 50 %. Esto quiere decir que ese mes se han medido igual cantidad de caudales mayores que caudales menores a esa cantidad. Eso es la mediana (estadística), que se denota Qe, de la serie de caudales de ese mes. La media (estadística) es el promedio matemático de los caudales de ese mes y se denota {\displaystyle {\overline {Q}}}.
Una vez calculados para cada mes, ambos valores son calculados para todo el año y pueden ser leídos en la columna vertical al lado derecho del diagrama. El significado de la probabilidad de excedencia del 5 % es que, estadísticamente, el caudal es mayor solo una vez cada 20 años, el de 10 % una vez cada 10 años, el de 20 % una vez cada 5 años, el de 85 % quince veces cada 16 años y la de 95 % diecisiete veces cada 18 años. Dicho de otra forma, el 5 % es el caudal de años extremadamente lluviosos, el 95 % es el caudal de años extremadamente secos. De la estación de las crecidas puede deducirse si el caudal depende de las lluvias (mayo-julio) o del derretimiento de las nieves (septiembre-enero).

## Historia
Hans Niemeyer lo llama "río Blanco", pero la Dirección General de Aguas lo denomina "río Blanco Este", quizás para diferenciarlo del río Blanco (Oeste), que desemboca en el emisario de la hoya del río Aysén, y del río Blanco Chico, que desemboca en el río Oscuro, uno de los ríos formativos del río Simpson.